# 韋寶珊
韋寶珊爵士，CMG，JP（Sir Boshan Wei-Yuk，1849年—1921年12月16日），名廷俊，小名玉，字寶珊，韋玉是另一個為後人熟識的名稱，香港銀行家、商人及政治家，曾參與創立保良局，以及在1891年成功協助設立團防局委員會。韋爵士自1896年至1917年期間出任定例局（後改稱立法局）非官守議員，是香港開埠以來第四位擔任該局議員的華人。韋爵士任內曾協調英國與新界鄉民，使新界成功於1898年納入香港版圖，他後來在辛亥革命中，亦擔任了廣東水師提督李准及革命軍胡漢民之間的保證人，具有一定聲望。
韋寶珊爵士是近代歷史上首位被送到西歐留學的華人留學生之一，也是歷來第三位獲勳爵士的華人。韋爵士早於1890年曾倡建由香港經廣州，再通往北京的鐵路，但有關建議要到多年以後才能實現。

## 生平

### 早年生涯
韋寶珊祖籍廣東香山，1849年生於香港，父親韋光（1825年－1879年）為當地殷富，任職有利銀行華人買辦。韋寶珊在家中排行最大，其中兩名弟弟名韋安及韋培，兩人後來分別成為律師及大律師。
韋寶珊幼年在家中學習漢學，歷時十年，後來入讀香港首間官立學校中央書院（現稱皇仁書院），當時校長是史釗域博士。在1867年，時年18歲的韋寶珊在家人安排下，前往英國留學，入讀英格蘭萊斯特的斯東尼蓋爾學校（Stoneygate School），一年後在1869年升讀蘇格蘭大來學院（Dollar Academy）。韋寶珊在大來學院學習四年後畢業，1872年學成返港前曾往歐洲遊歷。韋寶珊是近代首位留學西歐的華人學生之一，自他以後，留學西方漸漸成為東方華人家庭子女升學的其中一種主要途徑。

### 商業生涯

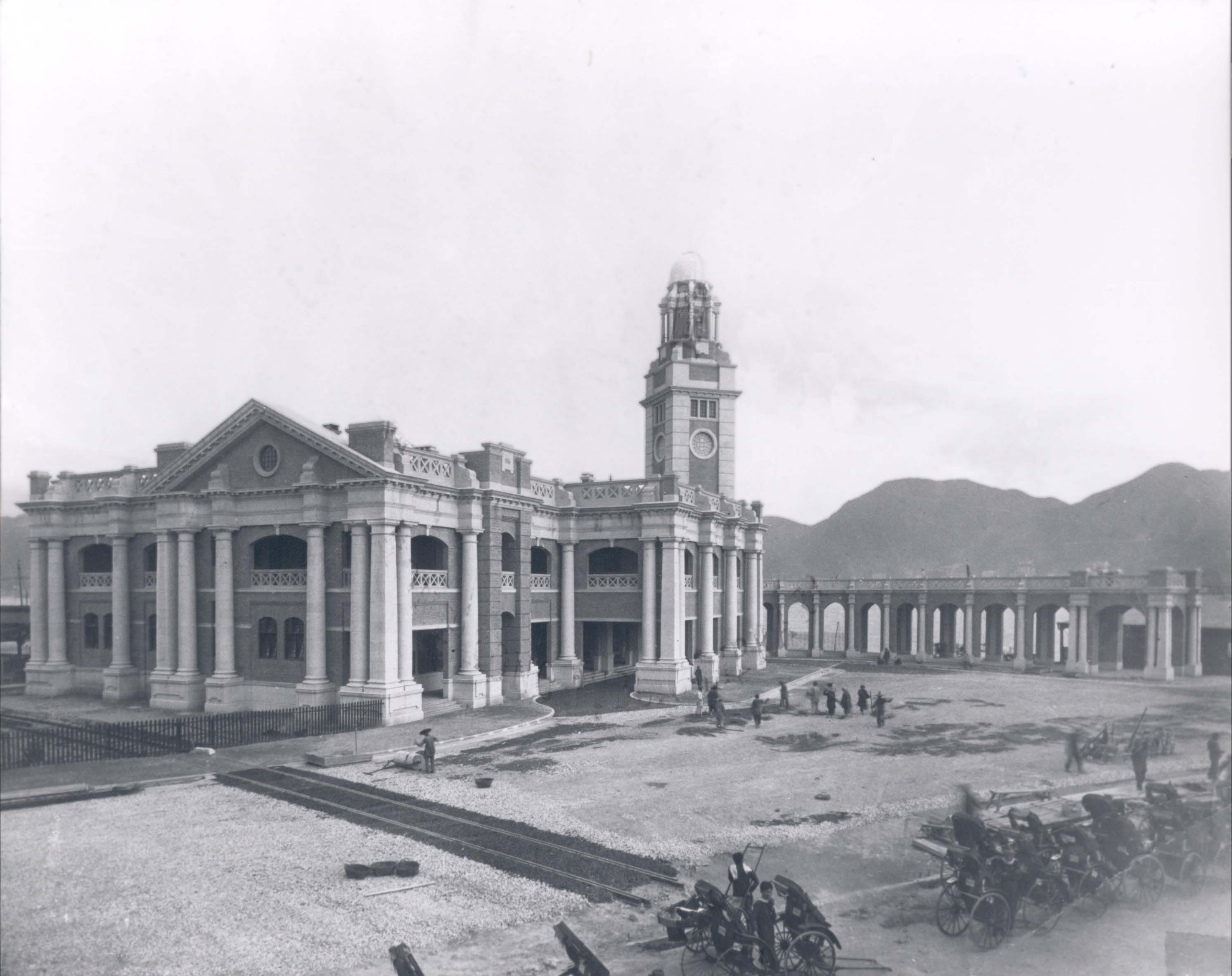
韋寶珊早於1890年明確提出興建鐵路連接廣州，以至北京。圖為1914年的尖沙咀火車站。

韋寶珊1872年返港後加入父親工作的有利銀行，獲得銀行的重視。韋寶珊父親在1879年逝世後，他繼續留在銀行（韋敦善堂）工作，到1882年更獲擢升為父親生前擔任的華人買辦，直到1910年才離開有利銀行。韋光自1857年任職有利銀行，到韋寶珊在1910年離開，前後合共63年，對該行的發展具重要影響。
韋寶珊離開有利銀行後，自立門戶，從事進出口生意，並曾經與何啟爵士、區德、曹善允及周少岐等人組成啟德營業有限公司，計劃在九龍寨城對開的九龍灣建造名為「啟德濱」的花園城市。計劃在1916年展開，但後來遭遇挫折，土地終被政府收回，並發展成為啟德機場。
在1890年，韋寶珊倡議興建鐵路，由香港經廣州通往北京。他曾自行斥資進行研究，但有關計劃最後因為清廷保守派官員的反對而流產。韋寶珊的計劃到後來九廣鐵路的興建才得以落實，隨著九廣鐵路的通車，香港自1911年開始有直通火車通往廣州，但京九鐵路卻一再拖延，遲至1996年方告竣工。

### 公職生涯

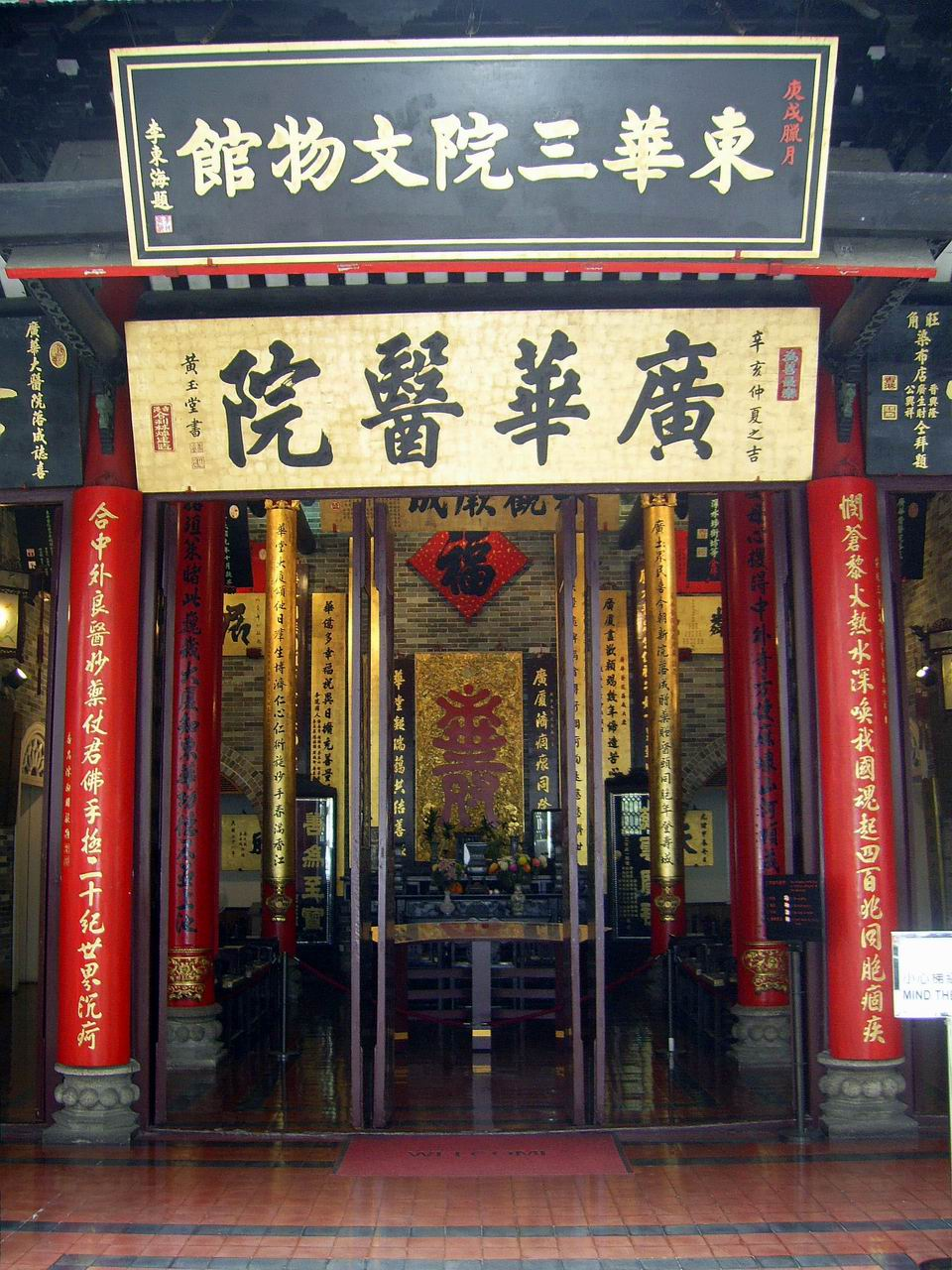
廣華醫院舊翼現已成博物館。

韋寶珊是香港早期少數熱心參與社會公職的華人，他早於1882年2月17日就被港府委為非官守太平紳士。在1880年，韋寶珊當選東華醫院總理，到1887年出任該院丁亥年主席。韋寶珊後與劉鑄伯在1907年成功協助何啟爵士爭取建立廣華醫院，並出任該院倡建總理。另一方面，韋寶珊亦曾經參與成立保良局，保護被迫良為娼的婦孺，並促使該局在1882年成為法定組織，他於1893年獲選為保良局永遠總理。
在1894年香港鼠疫爆發時，港府要求隔離鼠疫病患者的做法，受到華人社區的極力反對，後經韋寶珊代政府出面調解，解釋政府政策後，華人家庭才陸續願意讓患病家人接受隔離治療，以及讓防疫人員進入家居消毒。在韋寶珊的協助下，使華人社區的疫情得到控制。為表答謝，他事後在1894年獲港督頒授抗疫紀念金章，同時獲歐洲人及華人居民團體致感謝狀表揚。
韋寶珊其他參與過的公職，包括在1890年出任香港金禧委員會委員，1894年出任節約委員會委員，以及後來參與創立香港大學、出任香港大學校董、及獲委為捕獲法庭成員等等。

### 團防局生涯
韋寶珊也是團防局的重要人物之一。團防局早於1866年創立，是一個由華人組成的治安組織，受到港府總登記官監察，早期主要負責在中環及上環地區組織更練，定時巡邏，維持治安，以補充警察之不足。在1891年以前，團防局雖然設有局紳，並全由華人出任，但局紳卻缺乏權力反映華人意見。有見及此，時任總登記官駱克爵士在1891年對團防局進行改組，倡議設立團防局委員會，以確立該局局紳的的諮詢職能。
早在1880年，韋寶珊已開始出任團防局局紳，在得到他的大力支持下，團防局委員會才得以在1891年正式成立，而韋寶珊亦獲續任，繼續在改組後的團防局擔任局紳，至1918年卸任為止。韋寶珊任內歷侍五任總登記官，並一直與警隊維持緊密合作，對團防局起重要影響。在他出任局紳期間，團防局得到很大的發展，更練規模不斷擴充，在1910年起更進而覆蓋半山區。自1917年開始，該局局紳加入從東華醫院及保良局退任值理的人士，在華人社區中具重要地位。
韋寶珊在1920年獲港府委任為團防局顧問，直到去世。團防局自成立到1941年因日本佔據香港期間，韋寶珊是歷來首位，亦很可能是唯一一位獲委為團防局顧問的人士。

### 定例局生涯
在1894年，港督羅便臣爵士向殖民地大臣里彭勳爵（Lord Ripon）轉呈一份由定例局非官守議員遮打及何啟醫生等人的上書，請求在議政局（即行政局）內加入非官守議席，同時在定例局內加入民選議席，以增加兩局的代表性。儘管有關建議遭到里彭勳爵的嚴厲駁斥，但在私底下致港督的信函中，里彭勳爵卻同意增加定例局內的非官守議席，以及在議政局加入兩席非官守議席，而其中一席可由華人出任。然而，羅便臣爵士以華人不能保持中立，以及華人不明瞭代議政府為理由，堅決反對議政局加入華人議席。

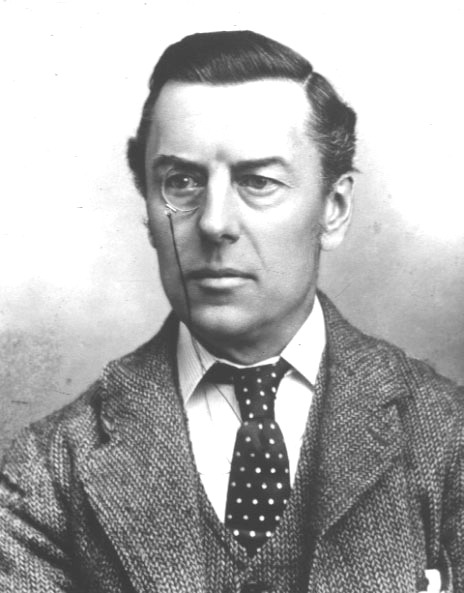
若瑟夫·張伯倫在1895年接任殖民地大臣。

到1895年，若瑟夫·張伯倫接任殖民地大臣，兩局議席分配才有了定案。當中，議政局首次加入兩席非官守議席，定例局亦加入一席非官守議席，結果港督羅便臣爵士在1896年決定以韋寶珊為定例局非官守議員。韋寶珊是繼伍廷芳、黃勝及何啟醫生以後，第四位出任定例局議員的華人。韋寶珊加入定例局後，定例局華人議席由原本一席增加至兩席，這個情況一直到1929年才有所變化。
韋寶珊在任定例局議員凡21年，先後在1902年及1908年獲得續任，1914年再獲港督梅含理爵士破格續任，至1917年才因年老多病而退休。在任期間，他在議會以沉默寡言著稱，即使1914年至1917年期間成為局內首席議員，亦寧可讓歐裔同僚代為就《財政預算案》發言，也不以首席議員身份首先發言。對於這種行為，後來另一位華人議員何福曾解釋，這是因為韋寶珊往往選擇在議會外私下處理問題，所以也就很少在議會發言。此外，韋寶珊的年資雖然比局內另一位華人議員何啟爵士淺，但年紀卻比何啟大，因此亦深得何啟的尊重。
出任定例局議員後，韋寶珊身兼大量不同公職，除參與所有涉及華人事務的委員會外，亦一直出任局內的常務法律委員會及工務委員會委員。此外，他曾在1896年擔任皇后像委員會（Queen's Statue Committee）及不潔財物委員會（Insanitary Properties Commission）委員、1897年出任維多利亞鑽禧委員會及印度飢荒救濟委員會委員、1908年擔任颱風救濟基金委員會委員、亦曾在1901年及1910年分別參與英皇愛德華七世及喬治五世的官方登基公告儀典。
由於韋寶珊長年出任不同公職，又關注華人事務，所以在香港華人社會中具一定地位及聲望。在1898年，英國根據《展拓香港界址專條》派兵新界，計劃將之納入香港版圖，但遭遇新界鄉民激烈反抗，最後經韋寶珊等人協助調停下，新界才成功納入英國管治。

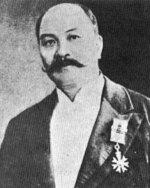
何啟爵士

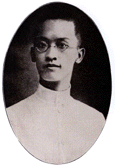
胡漢民

此外，韋寶珊一直與中國清政府保持良好關係，多次代表香港與中國進行交涉，屢獲中國政府加獎。在1908年，韋寶珊亦獲英廷授予CMG勳銜，以表揚其外交貢獻。早在大清時期，韋寶珊曾協助引渡罪犯予清廷審訊，故此深得清廷信任。
據《英國殖民地部檔案》編號129卷339，香港總督梅含理曾於1913年給英國殖民地大臣報告，提及香港立法局議員何啟和韋玉曾協助革命黨人：「無可爭辯的證據顯示，遠在革命爆發之前，這兩位先生都已得到革命黨人的信任。革命黨的會議經常在韋玉先生家裡舉行……在革命前的好幾個月，他聽任自己的住宅被用為密謀反對清廷的會議場所，而且參與了密謀者的機密……在革命前好幾個月內，何啟亦參與革命黨人的機密，實際上充當他們的顧問，指導他們的活動程度，以免違反香港法律條文的規定。」:108
另一方面，辛亥革命在1911年爆發後，廣東水師提督李准向孫中山副手胡漢民投降時，雙方更以韋寶珊擔任保證人，以確保政權平穩過渡。而為表揚韋寶珊對中華民國立國的貢獻，時任大總統袁世凱在1912年向他授予三等嘉禾勳章。不久以後，二次革命在1913年爆發，國民黨被袁世凱下令解散，袁世凱打算以韋寶珊接替被逐的胡漢民，出任廣東都督之職，但為韋寶珊所婉拒。
然而，對於定例局華人議員過份牽涉中國政治，港府卻抱懷疑態度。當中，定例局華人議員何啟爵士，因為私底下接觸中國政府，參與中國政治活動，結果失去港督梅含理爵士信任。梅含理爵士對何啟的政治操守相當關注，曾就此致信英國政府反映，更對何啟爵士展開品格審查，最終促使何啟爵士在1914年離開定例局，不獲續任。不過，就韋寶珊而言，梅含理爵士早於1893年至1901年出任警察司時，就曾經與身兼團防局紳的韋寶珊合作，所以韋寶珊深受信用，兩人在定例局內亦一直保持很良好的關係。

### 晚年
韋寶珊晚年身體多病，迫使在1917年退出定例局休養身體，並逐漸淡出政壇。第一次世界大戰在1918年完結後，他復獲港府委為慶祝和平委員會委員，以及在1919年獲英廷冊封為爵士，成為繼何啟爵士及歐亞混血兒何東爵士以後，第三位獲勳爵士的華人。不過，這時韋寶珊的身體狀況卻每下愈況，到1920年以後更長期待在黃泥涌道37號家中，甚少露面。韋寶珊臨終前數月一直受水腫困擾，卧病在床，最後在1921年12月16日晚上9時15分病逝家中，終年72歲。
韋寶珊遺體在12月19日出殯，靈柩由靈車盛載，靈車在50名團防局更練列隊帶領下，從家中出發，其家人則緊隨靈車之後。送殯隊伍途經大會堂及皇后大道，沿途吸引大批途人圍觀。隊伍巡行至堅尼地城電車總站停放，供人憑弔。韋寶珊的喪禮以西式形式進行，儀式簡單，遺體則以一個中式棺木盛載。各界人物皆有出席，當中包括代表港督司徒拔爵士的港督私人秘書、首席大法官、律政司、安撫華民政務司、輔政司施勳博士、富商何東爵士、以及定例局非官守議員劉鑄伯及普樂等等，各界致送的鮮花不計其數。韋寶珊的靈柩稍後被移送到東華醫院殮房，至1930年於香港仔華人永遠墳場安葬。 （页面存档备份，存于）

## 家庭
韋寶珊在1872年迎娶歷史上第二位香港定例局華人議員，黃勝的長女黃玉卿（音譯）為妻，黃玉卿在1921年2月7日逝世，比丈夫早約八個月去世。韋寶珊夫婦兩人共育有五名兒子及兩名女兒。五名兒子分別是：
- Wei Wing-hon
- Wei Wing-lok
- Wei Wing-sum
- Wei Wing-chak
- Wei Wing-cheong

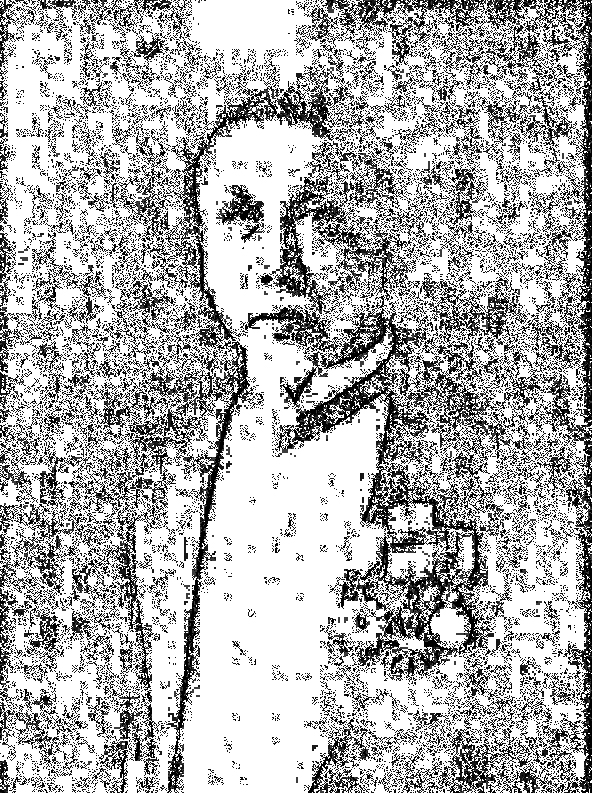
晚年的韋寶珊爵士。

韋寶珊生前居於黃泥涌道37號，十分富有，為香港的名門望族，並擁有一個「666號」的電話號碼。他信奉基督教，也是香港最早期的華籍共濟會會員。韋寶珊受西方教育薰陶，接受西方文化，但鑑於香港的紳士會所不招待華人入會，所以他在1912年聯同何啟爵士、阮曉繁及王保寧等人向港府申請撥地興建華人會所，最終成功在1912年3月創立中華游樂會，並邀得港督盧嘉爵士主持開幕典禮。

## 榮譽

### 頭銜
- 韋玉，Esq（1849年－1869年）
- 韋寶珊，Esq（1869年－1882年）
- 韋寶珊，JP（1882年－1908年）
- 韋寶珊，CMG，JP（1908年－1919年）
- 韋寶珊爵士，CMG，JP（1919年－1921年）

### 勳銜
- J.P. （1882年2月17日）
- C.M.G. （1908年英皇壽辰[3]）
- 三等嘉禾勳章 （1912年）
- Kt. （1919年2月18日[4]）
- 一等瓦薩勳章 （1918年由瑞典國王古斯塔夫五世授予）

### 以他命名的事物
- 寶珊道（Po Shan Road），位於香港香港島半山區，於1928年7月6日命名。同日還有以羅旭龢爵士命名的旭龢道。[5]
- 寶珊地震站，位於寶珊道一段深入山中三百米的排水隧道內，由香港天文台設立，於2010年2月18日啟用。[6]

## 注腳
1. ↑  編審陳佳榮、呂振基，作者譚松壽、羅國潤、黃家樑、陳志華. . 香港: 現代教育研究社. 2013. ISBN 978-962-11-1257-6.
2. ↑  〈會所歷史 的存檔，存档日期2008-09-21.〉，《中華游樂會》，造訪於2008年9月6日。
3. ↑  "Issue 28151", London Gazette[], 23 June, 1908, p.3.
4. ↑  "Issue 31271", London Gazette[], 4 April, 1919, p.30.
5. ↑  〈道路及鐵路－二十年代尾命名道路 （页面存档备份，存于）〉，《香港地方》，造訪於2008年9月6日。
6. ↑  〈寶珊地震站啟用有助天文台監測地震 （页面存档备份，存于）〉，香港天文台新聞稿，造訪於2009年2月19日。

### 中文資料
- 〈訃告〉，《華字日報》，1921年12月17日。
- 〈韋紳今日出殯〉，《華字日報》，1921年12月19日。
- 〈韋紳出殯執紼人眾〉，《華字日報》，1921年12月20日。
- 吳醒濂，《香港華人名人史略》，香港：五州書局，1937年。
- 王賡武主編，《香港史新編（上冊）》，香港：三聯書店（香港）有限公司，1997年。
- 《我們的歷史 （页面存档备份，存于）》，東華三院，造訪於2008年9月6日。

### 英文資料
- Hansard （页面存档备份，存于）, Hong Kong Legislative Council, 23 October, 1917.
- S. B. C. ROSS, Report of the Secretary for Chinese Affairs for the Year 1920, Hong Kong: Secretariat for Chinese Affairs, 14 May, 1921
- "Death of Sir Boshan Wei Yuk, C.M.G.", The Hongkong Daily Press, 17 December, 1921.
- "Death of Sir Boshan Wei Yuk, C.M.G.", The China Mail Extra, 17 December, 1921.
- "Funeral: Tributes to the Late Sir Boshan Wei-Yuk", The Hongkong Telegraph, 19 December, 1921.
- "Late Sir Boshan Wei Yuk - Funeral This Afternoon", The China Mail, 19 December, 1921.
- "The Late Sir Boshan Wei Yuk - Impressive Funeral Yesterday", The Hongkong Telegraph, 20 December, 1921.
- "Late Sir Boshan Wei Yuk - An Impressive Funeral", The China Mail, 20 December, 1921.
- Hansard （页面存档备份，存于）, Hong Kong Legislative Council, 29 December, 1921.
- Who Was Who 1916-1928, A & C Black, 1950.
- G. B. ENDACOTT, Government and People in Hong Kong, 1841-1962: A Constitutional History, Hong Kong: Hong Kong University Press, 1964.
- T. C. CHENG, "CHINESE UNOFFICIAL MEMBERS OF THE LEGISLATIVE AND EXECUTIVE COUNCILS IN HONG KONG UP TO 1941 （页面存档备份，存于）", Journal of the Hong Kong Branch of the Royal Asiatic Society, Vol. 9, 1969.
- H. J. LETHBRIDGE, "THE DISTRICT WATCH COMMITTEE: "THE CHINESE EXECUTIVE COUNCIL OF HONG KONG"", Journal of the Hong Kong Branch of the Royal Asiatic Society, Vol. 11, 1971.
- Marjorie TOPLEY, Hong Kong: The Interaction of Traditions and Life in the Towns, Royal Asiatic Society, Hong Kong Branch, 1975.
- Linda POMERANTZ-ZHANG, Wu Tingfang (1842-1922), Hong Kong: Hong Kong University Press, 1992.
- Sheilah HAMILTON, "THE DISTRICT WATCH FORCE", Journal of the Hong Kong Branch of the Royal Asiatic Society, Vol. 38, 1998.
- Freemasonry in China and Taiwan, 20 April, 2000.
- LEE Pui-tak, Colonial Hong Kong and Modern China （页面存档备份，存于）, Hong Kong: Hong Kong University Press, 2006.
- John Mark CARROLL, A Concise History of Hong Kong, Rowman & Littlefield, 2007.

## 外部連結
- 團防局 - 「華人行政局」（英文）
- 前任主席芳名 （页面存档备份，存于），東華三院